# Rudolf Michael Schmitz
Rudolf Michael Schmitz ICRSS (* 22. März 1957 in Eitorf, Nordrhein-Westfalen) ist Priester und der Generalvikar des Instituts Christus König und Hohepriester.

## Leben
Rudolf Michael Schmitz studierte Theologie und Philosophie am Pontificium Collegium Germanicum et Hungaricum de Urbe in Rom. Am 10. Oktober 1982 empfing er in Rom durch Joseph Kardinal Ratzinger die Priesterweihe. Schmitz wurde Mitglied des katholischen Studentenvereins K.St.V. Arminia Bonn im KV. An der Päpstlichen Universität Gregoriana wurde er 1988 mit einer Arbeit über das Verhältnis von Christus und Kirche in der Ekklesiologie der Zwischenkriegszeit zum Doctor theologiae promoviert. Von 1983 bis 1985 war er als Kaplan in der Seelsorge in Neuss und von 1988 bis 1990 in der Pfarrkirche St. Josef in Remscheid tätig. Er studierte anschließend in München Kanonisches Recht und war wissenschaftlicher Assistent bei Winfried Aymans. Parallel zu einem Lehrauftrag am Priesterseminar des Instituts Christus König und Hoherpriester bei Florenz studierte er Kirchenrecht an der Ludwig-Maximilians-Universität München und erwarb das Lizenziat des kanonischen Rechts. 2014 wurde er an der Päpstlichen Lateranuniversität in kanonischem Recht mit einer Arbeit über die Rechtsgeschichte und die rechtliche Gestalt der Säkularkanoniker bei Patrick Valdrini promoviert.
1995 wurde Schmitz Attaché an der Apostolischen Nuntiatur in Kirgisistan und Leiter des Katholischen Kulturzentrums in der Hauptstadt Bischkek. Die Kirgisisch-Russische Slawische Universität Bischkek ernannte ihn zum Professor für „Geschichte der Weltreligionen“; er war als erster Priester der römisch-katholischen Kirche Professor einer Universität in der ehemaligen Sowjetunion. 1997 wurde Schmitz von der Republik Kirgisistan der akademische Titel eines Professors der Philosophie verliehen. 
Unter Aufgabe seiner bisherigen Stellung als Diözesanpriester schloss er sich dann am 8. September 2000 ganz dem Institut Christus König und Hohepriester an, war zunächst dessen Verantwortlicher für die deutschsprachigen Länder und Generalvikar des Generalpriors Msgr. Gilles Wach, später auch Provinzial für die Niederlassungen der Gesellschaft in den Vereinigten Staaten. Unter Beibehaltung seiner bisherigen Aufgaben war er seit 2010 auch Pro-Provinzial von Deutschland und Irland sowie seit 2012 ebenso Delegat für Libreville in Gabun. 2015 wurde er zum Provinzial für Frankreich ernannt. Er ist weiterhin Generalvikar und außerdem Delegat für Deutschland und die Vereinigten Staaten. 
Schmitz ist Magistralkaplan des Malteserordens und korrespondierendes Mitglied der Päpstlichen Akademie für Theologie.  Seit 2015 ist er ebenso Ritter des Ordre national du Mérite der Republik Gabun. Von ihm liegen zahlreiche Veröffentlichungen in verschiedenen Sprachen vor.
Papst Johannes Paul II. verlieh ihm am 7. September 1998 den Titel Kaplan seiner Heiligkeit.

## Schriften
- Aufbruch zum Geheimnis der Kirche Jesu Christi. Aspekte der katholischen Ekklesiologie des deutschen Sprachraumes von 1918 bis 1943 (MThSt II, 46) EOS-Verlag St. Ottilien 1991
- Dogma und Praxis. Der Dogmenbegriff des Modernisten Edouard Le Roy kritisch dargestellt (Studi tomistici 51), Libreria Editrice Vaticana 1993
- Die Bekenntnisfreiheit im Gemeinstatut der Gläubigen (cc. 208-233). Ihre Möglichkeiten und Grenzen innerhalb der kanonischen Rechtsordnung (Dissertationen Kanonistische Reihe 11), EOS-Verlag St. Ottilien 1995
- Ad instar canonicorum. La struttura essenziale della vita canonicale secolare (Corona Lateranensis 72), Lateran University Press 2016.